# Рачок Микола Сергійович
Мико́ла Сергі́йович Рачо́к (позивний «Хлопчик»), (31.05.1995 — 19.07.2022) — журналіст видання «InfoCar», поет, учасник російсько-української війни, кавалер ордена «За мужність» ІІІ ступеня.

## Життєпис

### Навчання
Закінчив Вінницький технічний ліцей.
У 2016 році закінчив бакалаврат у Києво-Могилянській академії за спеціальністю «Філологія: Українська мова і література». У 2018 році здобув магістерський ступінь за програмою «Теорія, історія література та компаративістика».
У 2018—2019 роках проходив строкову службу в лавах ЗСУ. Автор іронічних дописів про стан справ у армійських підрозділах.

### Робота
Працював журналістом у найбільшому автомобільному порталі «Infocar», був автором україномовної версії ресурсу. Згодом працював у «Куншт».

### Захоплення
Танцював танго, мріяв спробувати сили на радію, захоплювався автомобілями і навіть написав курсову про автомобіль Отто Кестера «Карл» із роману Ремарка «Три товариші». Любив читати та захоплювався культурою.

### Військова служба
24 лютого 2022 без бойового досвіду та військової спеціальності став до лав ЗСУ. Спочатку служив у Києві, далі — на сході України, військовослужбовцем 58-ї окремої мотопіхотній бригади імені гетьмана Івана Виговського.
За словами побратимів, Микола був справжнім воїном, свідомо йшов у бій, повернувся на фронт навіть після пропозиції взяти довшу відпустку після важких тижнів у Луганській області.
Загинув 19 липня 2022 року під селом Покровське Бахмутського району в Донецькій області під час важкого бою із загоном ПВК «Вагнер», вщент розгромленого його бригадою. Прорив ворога зупинили. Поховали 27-річного бійця у селі Стадниця на Вінниччині.

## Нагороди
17 серпня 2023 року Указом президента України № 490/2023 за особисту мужність, виявлену у захисті державного суверенітету та територіальної цілісності України, самовіддане виконання військового обов'язку РАЧКА Миколу Сергійовича — старшого солдата (посмертно) нагороджено орденом «За мужність» ІІІ ступеня.

## Вшанування
Микола мріяв про власну книгарню — кав'ярню. місце — простір спілкування, куди можна буде запрошувати людей, яким є що сказати, розповісти.
У 2024 року у Вінниці на виплати за загиблого рідні загиблого бійця відкрили у пам'ять про сина книгарню — літературний простір «Герої». Книгарня відчинила свої двері 29 січня у День пам'яті Героїв Крут.